# Rührberg (Grenzach-Wyhlen)
Rührberg ist ein Wohnplatz und Stadtteil von Grenzach-Wyhlen im Landkreis Lörrach in Baden-Württemberg mit etwa 500 Einwohnern. Gleichzeitig bildet die Straße am Ort einen Passübergang zwischen Inzlingen und Grenzach-Wyhlen.

## Lage

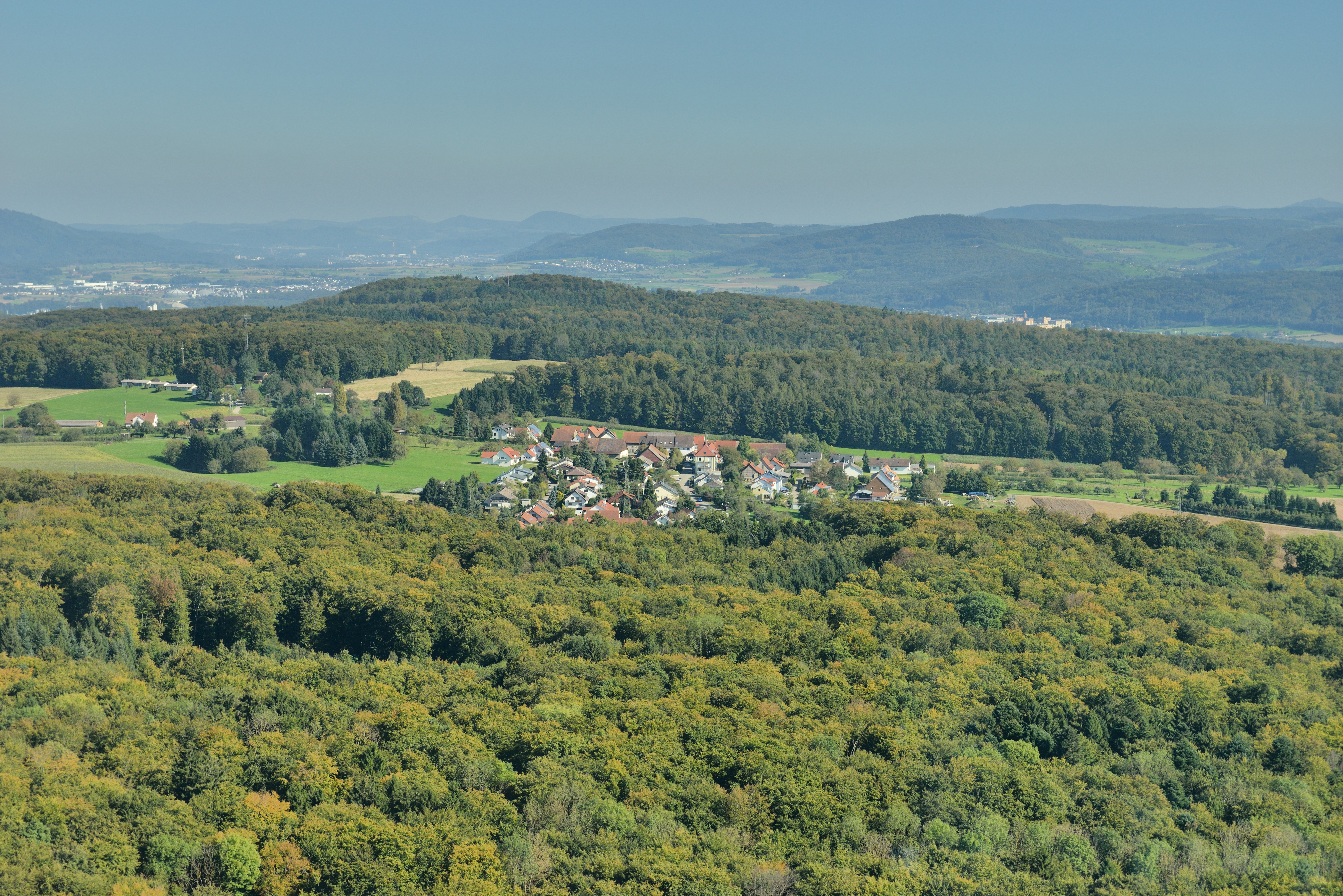
Blick auf Rührberg von Westen vom Fernsehturm St. Chrischona

Rührberg liegt nur etwa 1000 Meter von der sich im Westen befindenden schweizerischen Grenze (Pilgermission St. Chrischona) und der Schweizer Gemeinde Bettingen entfernt. Der Ort selbst befindet sich auf dem zum Dinkelberg gehörenden 478 m hohen Rührberg, etwa zwei Kilometer nördlich der Bundesstraße 34. Drei Kilometer östlich liegt Degerfelden, nach Herten im Südosten sind es ebenso wie nach Inzlingen im Norden circa 2,5 Kilometer.
Der Rührberg ist zudem der vorletzte Ort auf der 13. Etappe von Degerfelden nach Basel (Variante B, östliche Strecke), einem Teilabschnitt des Westweges. Der älteste der drei Schwarzwaldhöhenwege von Pforzheim bis Basel wurde 1900 von Philipp Bussemer angelegt.

## Geschichte
In einer Urkunde des Stifts Rheinfelden vom 12. Juli 1294 wurde der Rührberg zum ersten Mal urkundlich erwähnt. Eine historische Namensform des Wohnplatzes ist 1404 mit ze Rurberg uff dem berg überliefert. Als eine Deutungsmöglichkeit des Namens wird das aus dem Mittelhochdeutschen stammende „ruor“ = Auflockerung der Erde bzw. pflügen genannt. Auch konnte die Bedeutung „Reute“ bzw. „Rodung“ gemeint sein, so dass es sich um eine Rodesiedlung handeln könnte. Der „Hof Rührberg“ wurde später dreigeteilt, da mindestens seit 1734 drei Meier nachgewiesen sind.
Das Dorf befand sich im Bann von Wyhlen. Etwa einen Kilometer südlich des Dorfes Rührberg (Lage) hat man 1963 eine keltische Viereckschanze (Kultstätte) aus dem 1. Jahrhundert v. Chr. gefunden.
Auf dem Rührberg befand sich die zur Einheit „sFlugmelde-Mess Zug zbV 25“ gehörende Funkmessstellung 3. Ordnung (Nummer 228), die den Decknamen RÜDE trug.

## Pass

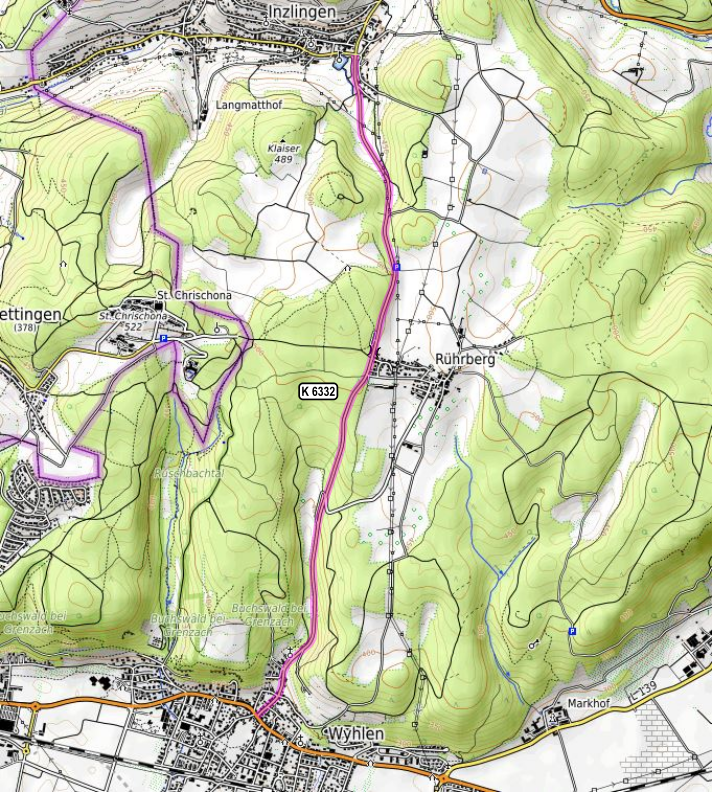
Verlauf der Rührberg-Passstraße

Die Verbindungsstraße, die Kreisstraße 6332,  in Nord-Süd-Richtung zwischen Inzlingen und Wyhlen ist gleichzeitig die Passstraße über den Rührberg. Der Rührberg-Pass hat etwa 100 Meter nördlich vor dem Ortseingang zum Siedlungsgebiet seinen Kulminationspunkt auf 505 m ü. NHN. Am waldseitigen Rand hat der Pass einen kleinen Parkplatz. Die Nordrampe von Inzlingen überwindet auf 1,8 Kilometer 118 Höhenmeter in leicht geschwungenen Kurven zur Passhöhe. Die durchschnittliche Steigung entspricht 6,5 %. Die Südrampe nach Wyhlen ist 2,5 Kilometer und weist eine Höhendifferenz von 227 Meter auf, was einer durchschnittlichen Steigung von 9,1 % entspricht. Das Steigungsmaximum beträgt 12 %. Am unteren Ende führt die Passstraße an der Abtei Himmelspforte vorbei.
Am 24./25. Juli 2010 stellte der deutsche Ausdauersportler Christoph Fuhrbach auf dem Rührberg mit seinem Rennrad einen neuen Höhenmeter-Weltrekord auf. Zugunsten eines Misereor-Projekts in Peru befuhr er am Rührberg-Pass eine Höhendifferenz von 180 Meter vom ehemaligen Kloster Himmelspforte am Ortsrand von Grenzach-Wyhlen hinauf bis zum Ortseingang des Weilers Rührberg und zurück (Streckenlänge rund 3600 Meter) 117 mal innerhalb von 24 Stunden und absolvierte dabei 21.060 Höhenmeter.

## Sehenswertes
- Auf dem in der Nähe gelegenen Hornfelsen ist die Burg Hornfels, eine prähistorische Wehranlage zu finden.
- Knapp einen Kilometer westlich vom Rührberg liegt der 250 Meter hohe Fernsehturm St. Chrischona, der höchste Fernsehturm der Schweiz. Er ist allerdings für die Öffentlichkeit nicht zugänglich.
- Südlich vom Rührberg in Wyhlen liegt die ehemalige Abtei Himmelspforte aus dem Jahr 1304, die als Wallfahrtsort gilt.
- Südlich vom Rührberg befindet sich das Naturschutzgebiet Leuengraben.
- Auf dem Rührberg befindet sich ein international frequentiertes Urlaubsdorf mit zwei Selbstversorgerhäusern, das von zwei evangelischen Gemeinden betrieben wird.
- Nordöstlich vom Weiler Rührberg, bereits auf Gemeindegebiet von Rheinfelden (Baden) befindet sich auf etwa 518 Höhenmeter der Sender Rührberg.